# Fushun
Fushun (in cinese: 抚顺; in pinyin: Fǔshùn) è una città della Cina nella provincia del Liaoning.

## Storia
Le origini di Fushun risalgono al 2000 a.C., ma il suo nome attuale è stato usato a partire dal 1384. I mancesi, prima di conquistare il potere su l'intera Cina, stabilirono a Fushun la loro capitale, dandole il nome di  Xinjing (che significa Nuova Capitale).
A partire dal XX secolo è iniziato lo sfruttamento intensivo dei depositi carboniferi locali, che in breve tempo acquisì rilievo nazionale. in seguito a ciò, iniziarono a svilupparsi anche le industrie, principalmente quella petrolchimica, siderurgica, meccanica ed elettronica.

## Monumenti e luoghi d'interesse

### Pagoda Gao'ershan
La Pagoda Gao'ershan (Gao'ershan Ta) fu costruita sotto la dinastia Liao (916-1125). Ha una struttura ottagonale.

## Amministrazione

### Gemellaggi
- Arad[1]